# Hokej na ledu na Zimskih olimpijskih igrah 2002
Hokej na ledu je bil na Zimskih olimpijskih igrah 2002 dvajsetič olimpijski šport, drugič je potekal tudi za ženske. Hokejski olimpijski turnir je potekal med 9. in 24. februarjem 2002. Zlato medaljo je v moški konkurenci osvojila kanadska reprezentanca, srebrno ameriška, bronasto pa ruska, v konkurenci štirinajstih reprezentanc, na ženskem hokejskem olimpijskem turnirju pa je zlato medaljo osvojila kanadska reprezentanca, srebrno ameriška, bronasto pa švedska, v konkurenci osmih reprezentanc.

## Moški
| Zlato | Srebro | Bron |
| Kanada | ZDA | Rusija |
| Al MacInnis Eric Brewer Rob Blake Paul Kariya Owen Nolan Jarome Iginla Brendan Shanahan Steve Yzerman A Ed Belfour Simon Gagné Joe Nieuwendyk Scott Niedermayer Martin Brodeur Curtis Joseph Michael Peca A Chris Pronger A Adam Foote Ed Jovanovski Mario Lemieux C Theoren Fleury Eric Lindros Joe Sakic A Ryan Smyth | Mike Dunham Brian Leetch Brian Rafalski Tom Poti Phil Housley Keith Tkachuk Mike Modano John LeClair Tony Amonte Brian Rolston Bill Guerin Brett Hull Chris Drury Gary Suter Chris Chelios C Adam Deadmarsh Tom Barrasso Aaron Miller Mike Richter Doug Weight Scott Young Mike York Jeremy Roenick | Jegor Podomacki Danjil Markov Aleksej Kovalev Vladimir Malahov Aleksej Žamnov Sergej Gončar Darius Kasparaitis Pavel Dacjuk Igor Kravčuk Oleg Tverdovski Pavel Bure C Igor Larjonov Sergej Fjodorov Aleksej Jašin Nikolaj Habibulin Boris Mironov Sergej Samsonov Valerij Bure Maksim Afinogenov Ilja Brizgalov Ilja Kovalčuk Andrej Nikolišin Oleg Kvaša |

### Končni vrstni red
1. Kanada
2. ZDA
3. Rusija
4. Belorusija
5. Švedska
6. Finska
7. Češka
8. Nemčija
9. Latvija
10. Ukrajina
11. Švica
12. Avstrija
13. Slovaška
14. Francija

## Ženske
| Zlato | Srebro | Bron |
| Kanada | ZDA | Švedska |
| Sami Jo Small Becky Kellar Colleen Sostorics Therese Brisson Cherie Piper Cheryl Pounder Lori Dupuis Caroline Ouellette Danielle Goyette Jayna Hefford Jennifer Botterill Hayley Wickenheiser Dana Antal Kelly Bechard Tammy Shewchuk Kim St-Pierre Vicky Sunohara Isabelle Chartrand Cassie Campbell Geraldine Heaney | Sara Decosta Tara Mounsey Courtney Kennedy Angela Ruggiero Lyndsay Wall Karyn Bye Sue Merz Laurie Baker Andrea Kilbourne A.J. Mleczko Jenny Potter Julie Chu Shelley Looney Krissy Wendell Katie King Cammi Granato Natalie Darwitz Chris Bailey Tricia Dunn Sarah Tueting | Emelie Berggren Anna Andersson Maria Rooth Erika Holst Anna Vikman Evina Samuelsson Maria Larsson Kristina Bergstrand Anne-Louise Edstrand Josefin Pettersson Lotta Almblad Joa Elfsberg Gunilla Andersson Nanna Jansson Therese Sjolander Ylva Lindberg Danijela Rundqvist Ulrica Lindstrom Kim Martin Annica Ahlen |

### Končni vrstni red
1. Kanada
2. ZDA
3. Švedska
4. Finska
5. Rusija
6. Nemčija
7. Kitajska
8. Kazahstan